# Gavin Strang
Gavin Steel Strang (ur. 10 lipca 1943), brytyjski polityk, członek Partii Pracy, wiceminister odpowiedzialny za kwestie transportu w pierwszym rządzie Tony’ego Blaira.
Był synem rolnika. Dorasta w Perthshire. Wykształcenie odebrał w Edynburgu oraz na Uniwersytecie w Cambridge. Ma tytuły bakałarza genetyki i nauk rolniczych. Po studiach pracował w Agricultural Research Council i w Animal Breeding Research Organisation w Edynburgu. W wieku 18 lat wstąpił do Partii Pracy. Był przewodniczącym partyjnej młodzieżówki w Perth oraz skarbnikiem laburzystowskiego klubu na uniwersytecie edynburskim. Był przewodniczącym Partii Pracy w Portobello oraz skarbnikiem okręgu Edinburgh East. W 1970 r. wystartował w tym okręgu w wyborach do Izby Gmin i te wybory wygrał. Okręg ten został zlikwidowany w 1997 r., ale w 2005 r. utworzono go ponownie. W międzyczasie Strang reprezentował okręg wyborczy Edinburgh East and Musselburgh.
Pomiędzy 1970 a 1974 r. był członkiem parlamentarnej komisji ds. nauk i technologii oraz komisji spraw szkockich. Był partyjnym mówcą na tematy szkockie, a później ds. handlu i przemysłu. Po wygranych przez Labour wyborach 1974 r. został parlamentarnym podsekretarzem stanu w departamencie energii odpowiedzialnym za złoża ropy na Morzu Północnym. W październiku tego roku został parlamentarnym sekretarzem w ministerstwie rolnictwa, rybołówstwa i żywności. Na tym stanowisku pozostał do 1979 r. Kiedy w 1977 r. Wielka Brytania przewodziła EWG Strang przewodził brytyjskiej delegacji na Radzie Ministrów Rolnictwa.
W latach 80. Strang był aktywnym działaczem na rzecz rozbudowy europejskiego arsenału nuklearnego. Był sekretarzem, a następnie przewodniczącym Parliamentary CND, przewodniczącym Laburzystowskiego Ruchu na rzecz Pokoju oraz przewodniczącym Parlamentarnego Laburzystowskiego Komitetu Obrony. W 1987 r. doprowadził do uchwalenia AIDS Control Act, który miał na celu powstrzymanie zachorowań na AIDS. Pod koniec lat 80. Strang był mówcą opozycji ds. zatrudnienia. W latach 1992–1997 był głównym mówcą opozycji ds. żywności, rolnictwa i spraw wsi.
Po wyborczym zwycięstwie laburzystów w 1997 r. Strang został ministrem odpowiedzialnym za transportu w Ministerstwie Środowiska, Transportu i Regionów. To stanowisko utracił już w 1998 r. W tylnych ławach parlamentu był częstym krytykiem polityki rządu. Głosował przeciwko zaangażowaniu się Wielkiej Brytanii w wojnę w Iraku. 31 października 2006 r. był jednym z 12 laburzystowskich deputowanych, którzy poparli wniosek Plaid Cymru i Szkockiej Partii Narodowej w sprawie śledztwa dotyczącego interwencji w Iraku. Strang sprzeciwiał się również prywatyzacji Narodowej Służby Ruchu Lotniczego. Obecnie jest przewodniczącym międzypartyjnej gruby ds. rządu światowego. Zapowiedział, że nie wystartuje w najbliższych wyborach parlamentarnych.
Strang interesuje się piłką nożną, golfem, kolarstwem oraz pływaniem.